# Scaphyglottis tenella
Scaphyglottis tenella är en orkidéart som beskrevs av Louis Otho Otto Williams. Scaphyglottis tenella ingår i släktet Scaphyglottis och familjen orkidéer. Inga underarter finns listade i Catalogue of Life.